# Changuinola
Changuinola è un comune (corregimiento) della Repubblica di Panama situato nel distretto di Changuinola, provincia di Bocas del Toro di cui è capoluogo. Si estende su una superficie di 96,6 km² e conta una popolazione di 31.223 abitanti (censimento 2010).